# Tristrophis unistriga
Tristrophis unistriga är en fjärilsart som beskrevs av W. Warren 1903. Tristrophis unistriga ingår i släktet Tristrophis och familjen mätare. Inga underarter finns listade i Catalogue of Life.